# ابراهیم والیجو
ابراهیم والیجو (انگلیسی: Ibrahim Walidjo؛ زادهٔ ۲ آوریل ۱۹۸۹) بازیکن فوتبال اهل کامرون است.
وی همچنین در تیم ملی فوتبال کامرون بازی کرده است.